# شهرستان شاردوننیرس
شهرستان شاردوننیرس (به لاتین: Chardonnières Arrondissement) یک منطقهٔ مسکونی در هائیتی است که در شهرستان جنوبی واقع شده‌است. شهرستان شاردوننیرس ۳۸۲٫۲۹ کیلومتر مربع مساحت و ۷۸٬۴۱۰ نفر جمعیت دارد.